# Milton Greene
Milton Hawthorne Greene (* 14. März 1922 in New York City, New York; † 8. August 1985 in Los Angeles, Kalifornien) war ein US-amerikanischer Fotograf.

## Leben
Greene wurde 1922 in New York geboren und begann bereits mit 14 Jahren zu fotografieren. Er ging bei dem berühmten Fotojournalisten Eliot Elisofon in die Lehre.
Die meisten Werke Greenes, die in den 1950er und 60er Jahren entstanden, wurden in großen Zeitschriften wie Look, Harper’s Bazaar, Town & Country und Vogue veröffentlicht.
Obwohl Greene vor allem für seine Modefotografien bekannt war, wurde er legendär wegen seiner beeindruckenden Porträts von Künstlern, Musikern, Sängern, Theater- und Filmschauspielern. Er sah die Rolle des Kunstfotografen darin, die Fotografierten elegant und natürlich-schön abzubilden. Dies gelang ihm vor allem dadurch, dass er zu seinen Modellen enge Bindungen aufbaute, um im richtigen Moment den Auslöser zu drücken und die besondere Stimmung auf seinen Fotos einzufangen.
Zahlreiche Stars schätzen Greenes Art der Darstellung und ließen sich gerne von ihm ablichten, darunter Marilyn Monroe, Grace Kelly, Marlene Dietrich, Sammy Davis Jr., Elizabeth Taylor, Federico Fellini, James Stewart, Cary Grant, Spencer Tracy, Benny Goodman, Groucho Marx, Audrey Hepburn, John Kennedy, Andy Warhol, Salvador Dalí, Giacometti, Grandma Moses, Alfred Hitchcock, Sir Laurence Olivier, Queen Elizabeth, Ava Gardner, Paul Newman, Lauren Bacall, Dizzy Gillespie und Norman Mailer. Dennoch war es seine professionelle und private, freundschaftliche Beziehung zu Marilyn Monroe, an die sich Zeitgenossen noch heute als erstes erinnern.
Greenes Fotografien brachten ihm nationale wie internationale Preise, Medaillen, Ehrungen und Auszeichnungen ein, darunter diejenigen des "American Institute of Graphic Arts" und des "Art Director’s Club".
In den letzten Jahren wurden Greenes Porträts immer wieder in Museen, Galerien und Privatsammlungen auf der ganzen Welt ausgestellt.

## Zusammenarbeit mit Marilyn Monroe
Greene war derjenige, der Marilyn Monroe zwischen 1953 und 1957 das Selbstvertrauen gab, die Machtprobe mit Hollywoods allmächtigen Studios zu wagen und einen eigenen Weg einzuschlagen. Bevor er die Kamera ein Jahr lang ruhen ließ, um sich ausschließlich dem Aufbau der gemeinsamen Firma Marilyn Monroe Productions zu widmen, war Greene als herausragender Modefotograf, der mit Stars wie Marlene Dietrich, Judy Garland und Audrey Hepburn umzugehen verstand, rasch zu großer Berühmtheit aufgestiegen.
Viele Marilyn-Fans halten seine Fotos, die ihr Idol in der Öffentlichkeit wie im Privatleben zeigen, für einzigartig. Dazu trug bei, dass Greene wie kein anderer Fotograf nahezu ständigen Kontakt mit Marilyn hatte.
Übereinstimmend berichten fast alle Biografen, Marilyn und Milton Greene hätten sich bei ihrer ersten Begegnung im Jahre 1953 auf Anhieb gut verstanden. Der Fotograf war nach Hollywood gekommen, um für eine Titelgeschichte über Monroe im Magazin Look Aufnahmen zu machen.
Motiviert durch Marilyns Unzufriedenheit mit Twentieth Century Fox, entwarf Milton Greene eine Strategie für den Ausstieg aus ihrem Studiovertrag, gepaart mit der verlockenden Perspektive, die eigene Zukunft im Filmgeschäft künftig selbst gestalten zu können. Als Greene Ende 1953 mit seiner Frau, die er kurz zuvor geheiratet hatte, wieder nach Los Angeles kam, ermutigte er Marilyn, gegen die beschämend niedrige Entlohnung, die ihr vertraglich vorgegeben war, und gegen Rollen, die sie für entwürdigend hielt, vorzugehen. So verbrachte der Fotograf das folgende Jahr mit den Vorbereitungen zur Firmengründung, während Marilyn Joe DiMaggio heiratete und sich wieder von ihm scheiden ließ. Im Dezember 1954 flüchtete sie sich in ein New Yorker Hotel und zog dann zu Milton und dessen Frau Amy nach Connecticut. Die Hektik der Presse auf der "Suche" nach Marilyn fand ein Ende, als sie gemeinsam mit Milton eine Pressekonferenz abhielt, um die frisch aus der Taufe gehobene Marilyn Monroe Productions der Öffentlichkeit vorzustellen. Allerdings stellte sich bald heraus, dass die Twentieth Century Fox nicht bereit war, ihre Vertragsschauspielerin kampflos ziehen zu lassen.
Als Milton erkannte, dass es ihm nicht gelingen würde, einen zahlungskräftigen Sponsor für die Firma anzuwerben, gab er seinen Anwälten grünes Licht zur Neuverhandlung des Vertrages zwischen Marilyn und der Fox. Gemeinsam mit Greene kehrte Marilyn 1956 triumphierend nach Hollywood zurück, um in dem Film Bus Stop die weibliche Hauptrolle zu übernehmen. Mit seiner Hilfe schien es ihr endlich gelungen zu sein, eine gewisse Kontrolle über ihr berufliches Schicksal zu gewinnen.
Greene hielt nun Ausschau nach guten Angeboten, verhandelte in Monroes Namen, behob Komplikationen und betätigte sich in jeder Hinsicht als Vermittler zwischen Marilyn und der Außenwelt.
Auch künstlerisch wurde er aktiv – nicht nur mit den Fotos, die er während der gesamten Zeit seiner Bekanntschaft mit Marilyn immer wieder machte. Er wirkte an der künstlerischen Gestaltung des Films Bus Stop mit, überwachte bei den Dreharbeiten die Beleuchtung und entwarf das sensationell bleiche Makeup der von Marilyn gespielten Cherie.
Die neuen Bezugspersonen, die 1955 und 1956 in Marilyns Leben traten, trugen dazu bei, dass Milton bei ihr in Ungnade fiel. Besonders in Lee Strasberg hatte sie einen Mann gefunden, zu dem sie aufsehen konnte. Auch verbrachte sie nun viel Zeit mit Arthur Miller, dem Greene viel weniger vertraute als sie.
Von Kritikern und Publikum gleichermaßen bejubelt, hatte Marilyn in Bus Stop endlich eine Rolle gefunden, die ihr Spielraum zur Entfaltung ihres dramatischen Talents bot. Marilyn Monroe Productions konnte nach diesem Erfolg ihre erste und einzige Produktion verwirklichen, den in Großbritannien gedrehten Film Der Prinz und die Tänzerin (The Prince and the Showgirl), für den Stars des britischen Kinos wie Laurence Olivier gewonnen wurden, der als Hauptdarsteller und Regisseur fungierte.
Bei den kurz nach Marilyns Heirat mit Arthur Miller in Angriff genommenen Dreharbeiten zeichnete sich das Ende der Zusammenarbeit zwischen Greene und Monroe ab. Miller erzählte später: „Greene hielt sich für einen großen Produzenten und glaubte, Marilyn werde für ihn arbeiten. Aber sie erkannte, dass er damit anderweitige Ziele verfolgte.“ Greene wiederum konnte sich nicht mit dem Gedanken anfreunden, dass Miller an künftigen Projekten der Marilyn Monroe Productions beteiligt sein sollte.
Zu Ende der Dreharbeiten sprach Marilyn kaum noch mit ihrem Geschäftspartner, und Greene war zunehmend über Millers Einfluss auf seine Frau verärgert. Im April 1957 hatte Monroe endgültig mit Greene gebrochen und strengte ein Gerichtsverfahren an, um ihn aus dem Unternehmen zu drängen.
In der Öffentlichkeit ließ sich Greene seine Verbitterung nicht anmerken und erklärte: "Ich habe sie lange nicht gesehen. Es sieht so aus, als wolle Marilyn mit dem Programm, das wir geplant haben, nicht fortfahren... Ich möchte nichts tun, was ihrer Karriere schaden könnte. Sie scheint ein Kind zu bekommen und eine Zeit lang nicht arbeiten zu wollen."
Im Lauf der Jahre kursierten immer wieder Gerüchte, die beiden Geschäftspartner hätten eine Affäre miteinander gehabt. Milton Greenes Frau Amy dementierte dies stets. Eines Tages gestand Marilyn ihr, Arthur Miller habe ihr, indem er einen Keil zwischen sie und Milton getrieben habe, "den einzigen Menschen genommen, dem ich je vertraut habe".

## Veröffentlichungen
- "Of Women and Their Elegance" – in Zusammenarbeit mit Norman Mailer, Simon & Schuster.[3]
- "Marilyn Monroe" – eine Biografie von Norman Mailer, Grosset & Dunlop, Inc.
- "The Nude in Photography" – Arthur Goldsmith; Ridge Press.
- "The Look Book" – Leo Rosten and Harry N. Abrams.
- "The Image Makers" – 60 Jahre Hollywood Glamour; McGraw Hill.
- "U.S. Camera" – U.S. Camera Publishing.
- "20,000 Years of Fashion" – Harry Abrams.
- "My Story" – Marilyn Monroe; Stein & Day.
- "The Marcel Marceau Counting Book" – Double Day & Co.
- "Life Goes to the Movies" – Time-Life Books.
- "The Best of Life" – Time-Life Books.
- "Life in Camelot; The Kennedy Years" – Time-Life Books.
- "The First Fifty Years of Life" – Time-Life Books.

## Weitere Tätigkeiten
- Executive Producer – "Prince and the Showgirl" (Der Prinz und die Tänzerin) mit Marilyn Monroe und Laurence Olivier; Warner Bros.[4]
- Visueller/Technischer Berater – "Bus Stop" mit Marilyn Monroe, Don Murray; 20th Century Fox.
- Executive Producer – "NBC Paris Special" mit Lauren Bacall, Christian Dior, Yves St. Laurent, Pierre Cardin, Emanuel Ungaro und Marc Bohan; NBC TV.
- Executive Producer – "A Half Hour with Candace Bergen" gesponsert von The Wool Bureau; CBS TV.
- Executive Producer – Film Titles, "Sammy Davis Show" wöchentliche Fernsehserie; NBC TV.
- Produzent/Regisseur – "Coty Awards".